# Aretos (Sohn des Nestor)
Aretos (altgriechisch Ἄρητος Árētos) ist eine Person der griechischen Mythologie.
Aretos ist ein Sohn des Nestor, bei Homer wird als seine Mutter Eurydike angegeben, in der Bibliotheke des Apollodor hingegen Anaxibia. Seine Geschwister sind Peisidike, Polykaste, Perseus, Stratichos, Peisistratos, Echephron, Antilochos und Thrasymedes.
Bei einem Kuhopfer zu Ehren des Gottes Poseidon ist er derjenige, der das Wasserbecken und einen Korb mit heiliger Gerste bereitstellt.